# Beaucarnea hiriartiae
Beaucarnea hiriartiae (лат.) — кустарник или дерево, вид рода Бокарнея (Beaucarnea) семейства Спаржевые (Asparagaceae). Эндемик Мексики. Вид назван в честь ботаника Патрисии Ириарт Валенсии (исп. Patricia Hiriart Valencia).

## Описание
Beaucarnea hiriartiae — малоизвестный вид. Это неравномерно разветвлённые, стройные деревья с утолщённым базальным каудексом. Листья изменчивые, зелёные, поникающие с мелкозубчатыми краями. Растёт от кустарника до дерева, достигая высоты от 5 до 8 м. Образует утолщённый овальный каудекс, сужающийся к тонкому стволу. Ствол неравномерно расположен и редко разветвлён. Листья зелёные, изменчивые, относительно рано опадающие, линейные, длиной от 70 до 90 смв и шириной от 10 до 15 мм, с мелкозубчатыми краями. Метельчатое соцветие высотой 70-100 см и диаметром 20-30 см, яйцевидное, с неравномерно расположенными веточками. Цветки белые или жёлтые. Плоды — обратнояйцевидные или продолговатые коробочки, длиной 8-11 мм и диаметром 0,7-1 мм, содержат только одно семя. Семена треугольные, длиной около 3,5 мм и шириной около 3 мм.
Бокарнея Beaucarnea hiriartiae имеет сходство с близкородственным видом Beaucarnea stricta, однако листья у B. hiriartiae короче и жёстче.

## Распространение и местообитание
B. hiriartiae встречается только в мексиканском штате Герреро. Произрастает в ксерофитных регионах тропических листопадных лесов на высоте от 250 до 700 м над уровнем моря.